# ۳۳۹ (قمری)
۳۳۹ (قمری)، سیصد و سی و نهمین سال در گاهشماری هجری قمری است. اول محرم این سال برابر با بیست و پنجم ژوئن سال ۹۵۰ میلادی است.

## وابسته
- کعبه